# Anja Spengler
Anja Spengler, verheiratete Serafin (* 24. März 1966 in Gießen) ist eine deutsche Tischtennisspielerin mit aktiver Zeit in den 1980er und 1990er Jahren. Bei Deutschen Meisterschaften gewann sie zwei Bronzemedaillen im Doppel.

## Werdegang
Anja Spengler begann ihre Laufbahn beim Verein TV Großen-Linden, dessen Damenmannschaft in der 2. Bundesliga spielte. Schon im Jugendbereich machte Spengler auf sich aufmerksam durch mehrere Medaillengewinne bei Deutschen Schülermeisterschaften sowie Sieg im Bundesranglistenturnier 1981. Im Jahre 1982 wurde sie für die Jugend-Europameisterschaften in Hollabrunn nominiert, ebenso nahm sie 1983 an der Jugend-EM in Malmö teil. 1983 wechselte sie zu FTG Frankfurt in die Damenbundesliga, deren Mannschaft 1986 deutscher Meister wurde. Danach kehrte sie wieder zu ihrem Heimatverein TV Großen-Linden zurück.
Dreimal gewann sie die Hessenmeisterschaft, 1983, 1987 und 1992. In der Südwestdeutschen Rangliste tauchte sie jahrelang auf den oberen Plätzen auf. Zusammen mit Andrea Ullmann gewann sie bei den Deutschen Meisterschaften sowohl 1982 als auch 1983 Bronze im Doppel.
Anfang der 1990er Jahre heiratete sie und trat danach als Andres Serafin auf. 1993 wechselte sie zum damaligen Oberligaverein NSC Watzenborn-Steinberg Heute (2024) tritt sie mit dem TSG 1893 Leihgestern in unteren Klassen an.
Ab 2015 übernahm sie Aufgaben in der Geschäftsstelle des Hessischen Tischtennis-Verbandes.